# Paradiopa nyei
Paradiopa nyei är en fjärilsart som beskrevs av Kobes 1983. Paradiopa nyei ingår i släktet Paradiopa och familjen nattflyn. Inga underarter finns listade i Catalogue of Life.